# Строганов, Максим Яковлевич
Максим Яковлевич Строганов (21 января 1557 — 6 апреля 1624) — крупный русский промышленник и землевладелец.

## Биография
Представитель богатого купеческого рода Строгановых. Младший сын и наследник Якова Аникеевича Строганова (1528—1577) от брака с Евфимией Фёдоровной Охлопковой (1530—1593).
В сентябре 1577 года после смерти своего отца Максим Яковлевич Строганов унаследовал его владения на правом берегу реки Чусовой. В декабре того же года Максим Яковлевич вместе с дядей Семёном Аникеевичем и двоюродным братом Никитой Григорьевичем полюбовно разделили между собой строгановские дворы в Москве, Калуге, Переяславле и Вологде, а также разделили дворовых людей — «полонных немцев и литвяков».
В 1581 году промышленники Максим Яковлевич, Семён Аникеевич и Никита Григорьевич Строгановы призвали в свои владения с Волги атамана Ермака с большим казацким отрядом и организовали поход на Сибирское ханство.
Во время Смутного времени Максим Яковлевич вместе с Никитой Григорьевичем, Андреем и Петром Семёновичами Строгановыми оказывал финансовую и военную помощь московскому правительству.
29 мая 1610 году Максим Яковлевич Строганов получил от царя Василия Шуйского жалованную грамоту, в которой «за усердную службу царю и отечеству во время смутных обстоятельств» ему было пожаловано почётное звание «именитого человека».
В июле 1614 года царь Михаил Фёдорович пожаловал Максиму Яковлевичу грамоту, в которой за ним подтверждались угодья по р. Каме, Чусовой, Обве, Иньве, Косьве и Яйве, которыми он ранее владел вместе со своим дядей Семёном Аникеевичем. В том же году Максим Яковлевич и Никита Григорьевич Строгановы получили царскую грамоту, в которой «за их службу и многие денежные ссуды для избавления Московского государства от польских и литовских людей, велено в грамотах и других бумагах писать к ним и детям их с вичем», то есть с отчеством.
В марте 1620 года царь Михаил Фёдорович пожаловал во владение промышленникам Максиму Яковлевичу, Андрею и Петру Семёновичам Строгановым вотчину их умершего двоюродного брата Никиты Григорьевича (Орёл-городок, Очерский острожек и Новое Усолье с окрестными селами и деревнями).
Имел дом в Москве на Сретенской улице.
6 апреля 1624 года 67-летний Максим Яковлевич Строганов скончался. Был похоронен в семейной усыпальнице Строгановых — Успенском соборе в Сольвычегодске.

## Семья и дети
Около 1579 года женился на Марии Михайловне Преподобовой (1564—1631), дочери Михаила и Агриппины Преподобовых. Дети:
- Евфимия
- Кирилл (ок. 1580—1584)
- Анна (ок. 1582—1585)
- Феодосия Старшая (ок. 1584—1587)
- Евдокия (ок. 1586—1588)
- Владимир (ок. 1587—1591)
- Михаил Старший (ок. 1588—1593)
- Осип (1590—1597)
- Иван (1592—1644)
- Михаил Младший (род. ок. 1594 и умер в младенчестве)
- Василий (ок. 1597—1600)
- Феодосия Младшая (ок. 1599—1601)
- Максим (1603—1627)